# Роберт Флек
Роберт Флек (англ. Robert Fleck, нар. 11 серпня 1965, Глазго) — колишній шотландський футболіст, нападник.
Насамперед відомий виступами за «Рейнджерс», «Норвіч Сіті», а також національну збірну Шотландії.

## Клубна кар'єра
У дорослому футболі дебютував 1983 року виступами за «Рейнджерс», в якому не зміг завоювати місце в стартовому складі, через що 1984 року захищав на правах оренди кольори клубу «Партік Тістл».
Після повернення з оренди відіграв за команду з Глазго наступні три сезони своєї ігрової кар'єри. Більшість часу, проведеного у складі «Рейнджерс», був основним гравцем атакувальної ланки команди. У складі «Рейнджерс» був одним з головних бомбардирів команди, маючи середню результативність на рівні 0,35 голу за гру першості.
Згодом, з 1988 по 1998 рік, грав у складі «Норвіч Сіті», «Челсі», «Болтон Вондерерз», «Бристоль Сіті» та, зноаву, «Норвіч Сіті».
Завершив професійну ігрову кар'єру у клубі «Редінг», за який виступав протягом 1998—1999 років.

## Виступи за збірну
28 березня 1990 року дебютував в офіційних матчах у складі національної збірної Шотландії. Протягом кар'єри у національній команді, яка тривала усього 3 роки, провів у формі головної команди країни лише 4 матчі.
У складі збірної був учасником чемпіонату світу 1990 року в Італії.